# Longo
Longo (en griego Λόγγος) fue un novelista griego, autor de Dafnis y Cloe, una novela pastoril o romance.

## Biografía
A diferencia de novelistas como Aquiles Tacio o Heliodoro nada se sabe sobre la vida de Longo. Antes se pensaba erróneamente que vivió en los siglos siglo IV o siglo V. Aunque actualmente se cree que vivió en la isla de Lesbos durante el siglo II, en la época de Adriano, que es cuando se desarrolla la novela Dafnis y Cloe. Otro elemento que hace que Longo sea ubicado en el siglo II es que en su única novela conocida existen unos indiscutibles paralelismos entre la estructura de la obra y sus descripciones y el llamado período pompeyano de la pintura mural, y por ello, Longo debe ser incluido en el grupo de novelistas influidos por la Segunda sofística. 
También se ha sugerido que el nombre Longo es meramente un error al traducir la última palabra del título ΛΟΓΓΟΥ ΠΟΙΜΕΝΙΚΩΝ ΤΩΝ ΠΕΡΙ ΔΑΦΝΙΝ ΚΑΙ ΧΛΟΗΝ ΛΕΣΒΙΑΚΩΝ ΛΟΓΟΙ Δ. Seiler observa que el mejor manuscrito empieza y acaba con "λόγου (no λόγγου) ποιμενικῶν". En definitiva, es un escritor griego de la época romana. Si su nombre fue realmente Longo, probablemente fuera un liberto de alguna familia romana que llevase ese apellido.